# Цкеми
Цкеми (груз. წყემი) — село в Грузии, на территории Абашского муниципалитета края (мхаре) Самегрело-Верхняя Сванетия.

## География
Село находится в западной части Грузии, к западу от реки Абаши, на расстоянии приблизительно 5 километров (по прямой) к северо-западу от города Абаша, административного центра муниципалитета. Абсолютная высота — 35 метров над уровнем моря.

## Население
По результатам официальной переписи населения 2014 года в Цкеми проживало 575 человек (274 мужчины и 301 женщина). В национальной структуре населения грузины составляли 100 %.
| Год  | Население, человек |
| ---- | ------------------ |
| 2002 | 525                |
| 2014 | ↗ 575              |